# シモン・アーダーム
シモン・アーダーム（Simon Ádám, 1990年3月30日 - ）は、ハンガリー・シャルゴータルヤーン出身の元同国代表サッカー選手。現役時代のポジションはMF。
双子の兄弟であるシモン・アンドラーシュもサッカー選手。

## 経歴
主に守備的ミッドフィルダーとしてプレーする。ユース代表では2009 FIFA U-20ワールドカップにおいて3位獲得に貢献した。
2011年夏にイタリアのUSチッタ・ディ・パレルモに移籍した。しかし負傷の影響もあってリーグ戦には1試合も出場できず、翌年1月に加入したマッシモ・ドナーティの補償としてASバーリに期限付き移籍となった。
2017-18シーズンより、パクシュSEと3年契約を締結した。

## 個人成績
| シーズン | クラブ       | リーグ  | リーグ | リーグ |
| シーズン | クラブ       | リーグ  | 出場   | 得点   |
| -------- | ------------ | ------- | ------ | ------ |
| 2008-09  | ハラダーシュ | NB I    | 2      | 0      |
| 2009-10  | ハラダーシュ | NB I    | 16     | 2      |
| 2010-11  | ハラダーシュ | NB I    | 26     | 1      |
| 2011-12  | パレルモ     | セリエA | 0      | 0      |
| 2011-12  | バーリ       | セリエB | 2      | 0      |
| 2012-13  | パレルモ     | セリエA | 0      | 0      |
| 2012-13  | ハラダーシュ | NB I    | 17     | 1      |
| 2012-13  | ハラダーシュ | NB II   | 4      | 0      |
| 2013-14  | ハラダーシュ | NB I    | 26     | 0      |
| 2014-15  | ヴィデオトン | NB I    | 28     | 0      |
| 2015-16  | ヴィデオトン | NB I    | 20     | 1      |
| 2016-17  | ヴィデオトン | NB I    | 0      | 0      |
| 通算     | 通算         | 通算    | 93     | 4      |